# Czelatyce
Czelatyce est une localité polonaise de la gmina de Rokietnica, située dans le powiat de Jarosław en voïvodie des Basses-Carpates.